# 拉帕瓦
拉帕瓦是巴拿马科克莱省欧拉区的一个城市，2010年是人口为1,444。 该市2000年时人口为1,173，1990年时人口为1,297。